# Šimon Farkaš
Šimon Farkaš († 1619) OPraem. byl římskokatolický kněz, premonstrátský kanovník a v letech 1597–1610 opat kanonie v Zábrdovicích.
Zábrdovickým opatem byl zvolen v roce 1597. S touto volbou však nesouhlasil strahovský opat a vizitátor Jan Lohelius. Jak se ukázalo, jeho nesouhlas byl oprávněný, opat Šimon špatně nakládal s klášterním majetkem, vedl rozhazovačný život a členové kanonie přitom žili v nedostatku. Z tohoto důvodu strahovský opat v roce 1610 Šimona Farkaše sesadil z funkce zábrdovického opata. Ten odešel na řádovou faru do Šaratic, ale zde působil jen krátce. Přešel do strahovské premonstrátské komunity, na konci života se pak vrátil opět do Zábrdovic.